# Sulayman ibn Maxiqan
|  | No s'ha de confondre amb Solimà I el Magnífic. |

Sulayman ibn Maixiqan (àrab: سليمان بن مشقان, Sulaymān b. Maxiqān) fou valí de Mayurqa durant la taifa de Dàniyya, que precedí a Abd-Al·lah ibn al-Murtada ibn al-Àghlab.